# HP Insight ソフトウェア
HP Insight ソフトウェアは、ヒューレット・パッカード（HP）社のサーバ製品やストレージ製品を、ハードウェアベースで監視・制御するための、管理ソフトウェアである。主にx86ベースのHP ProLiantサーバおよびHP BladeSystem向けの管理機能が提供されているが、一部機能はItaniumベースのHP Integrityサーバでも使用できる。基本的なハードウェアの障害発生を監視できる無償の機能と、有償のプラグインで拡張できる監視･制御機能が提供されている。

## 統合管理
サーバ製品やストレージ製品を統合管理・監視するためのソフトウェアを、HPではHP Systems Insight Managerという名で提供する。監視対象のハードウェアにSNMPエージェントまたはWBEM Providerをインストールして、中央管理サーバー (Central Management Server - CMS)から監視する。CMSはMicrosoft Windows、Linux、HP-UXの各OS上にインストールできる。ハードウェアの障害発生の基本的な監視機能は無償で提供されている。また、有償のプラグインを追加することにより監視･制御機能が提供される。

## 統合管理（プラグインによる追加機能）
中央管理サーバー (Central Management Server - CMS)をMicrosoft Windows上にインストールして、x86ベースのHP ProLiantサーバを管理するための有償プラグインのライセンスを追加したソフトウェアをHP Insight Controlの名で提供する。

主要な機能：

統合管理

リモート管理

電力管理

パフォーマンス管理

仮想マシン管理

サーバー導入支援

サーバー移行支援

## 統合管理（Linux向け プラグインによる追加機能）
中央管理サーバー (Central Management Server - CMS)をLinux上にインストールして、x86ベースのHP ProLiantサーバを管理するための有償プラグインのライセンスを追加したソフトウェア。HP Insight Control for Linuxの名で提供する。オープンソースのコンピュータおよびネットワーク監視ソフトウェアである、Nagiosがプラグインされている。

主要な機能：

統合管理

リモート管理

電力管理

パフォーマンス管理

仮想マシン管理

サーバー導入支援

## スタンドアロン製品
リモート管理の拡張機能を提供するHP Integrated Lights-Out Advanced (iLO Advanced)ライセンスは、HP Insight Controlの有償ライセンスの一部として入手できるほか、単独の有償ライセンスとしても提供されている。

## データセンター向け 仮想環境の統合管理
中央管理サーバー (Central Management Server - CMS)をMicrosoft Windows上にインストールして、HPのサーバー製品やストレージ製品を、データセンターレベルで全体を高度に管理するソフトウェア。HP Insight Dynamicsの製品名で提供する。

主要な機能：

キャパシティプランニング

構成管理

インフラストラクチャオーケストレーション

リカバリ管理

## 関連情報
- ヒューレット・パッカード
- HP ProLiant
- HP BladeSystem